# Kenardington
Kenardington är en ort och civil parish i grevskapet Kent i sydöstra England. Orten ligger i distriktet Ashford, cirka 11 kilometer sydväst om Ashford och cirka 9 kilometer öster om Tenterden. Civil parishen hade 283 invånare vid folkräkningen år 2021.